# Шкупи (1911 – 1912)
„Шкупи“ (на албански: „Shkupi“, в превод Скопие) е османски вестник, излизал на албански и турски език в Скопие, Османската империя, в 1911 година.
В 1911 година Скопие е център на Косовския вилает, един от четирите вилаета, които албанските национални дейци, смятат за част от бъдещата албанска територия. „Шкупи“ е първият албански вестник във вилаета. Той публикува множество материали на политическа, социална, културна и литературна тематика. Стои на националистически и демократични позиции и се бори за албанска политическа автономия или независимост от османската власт. Авторите често се подписват с псевдоними. пълно освобождение от игото на петстотин години османско владичество. Изключителна заслуга, този вестник има и фактът, че литературният характер на материала, образователен характер и те са имали демократично патриотично съдържание, авторите на тези статии, защото някои евентуалното наказание да бъдат подписани с псевдоними.
От вестника излизат само 34 броя. Излизането му спира на 3 октомври 1912 година, в началото на Балканската война.